# Far Cry 2
 (mars 2020).
Si vous disposez d'ouvrages ou d'articles de référence ou si vous connaissez des sites web de qualité traitant du thème abordé ici, merci de compléter l'article en donnant les références utiles à sa vérifiabilité et en les liant à la section « Notes et références ».
Far Cry 2 est un jeu vidéo de type FPS développé et édité par Ubisoft Montréal sur Windows, PlayStation 3 et Xbox 360 en octobre 2008.
Cette suite de Far Cry se déroule en Afrique et le joueur incarne un mercenaire. Cet épisode marque un tournant dans la série puisqu'il n'est plus développé par le studio allemand Crytek mais par Ubisoft Montréal.

## Synopsis
Dans un pays fictif d'Afrique noire, ravagé par une guerre civile entre deux clans, l'UFLL et l'APR, le joueur incarne un mercenaire étranger, ayant pour mission d'éliminer « le Chacal », un trafiquant d'armes qui alimente la guerre entre les deux factions, mettant ainsi en danger des milliers de civils.

## Système de jeu

### Solo

#### Généralités

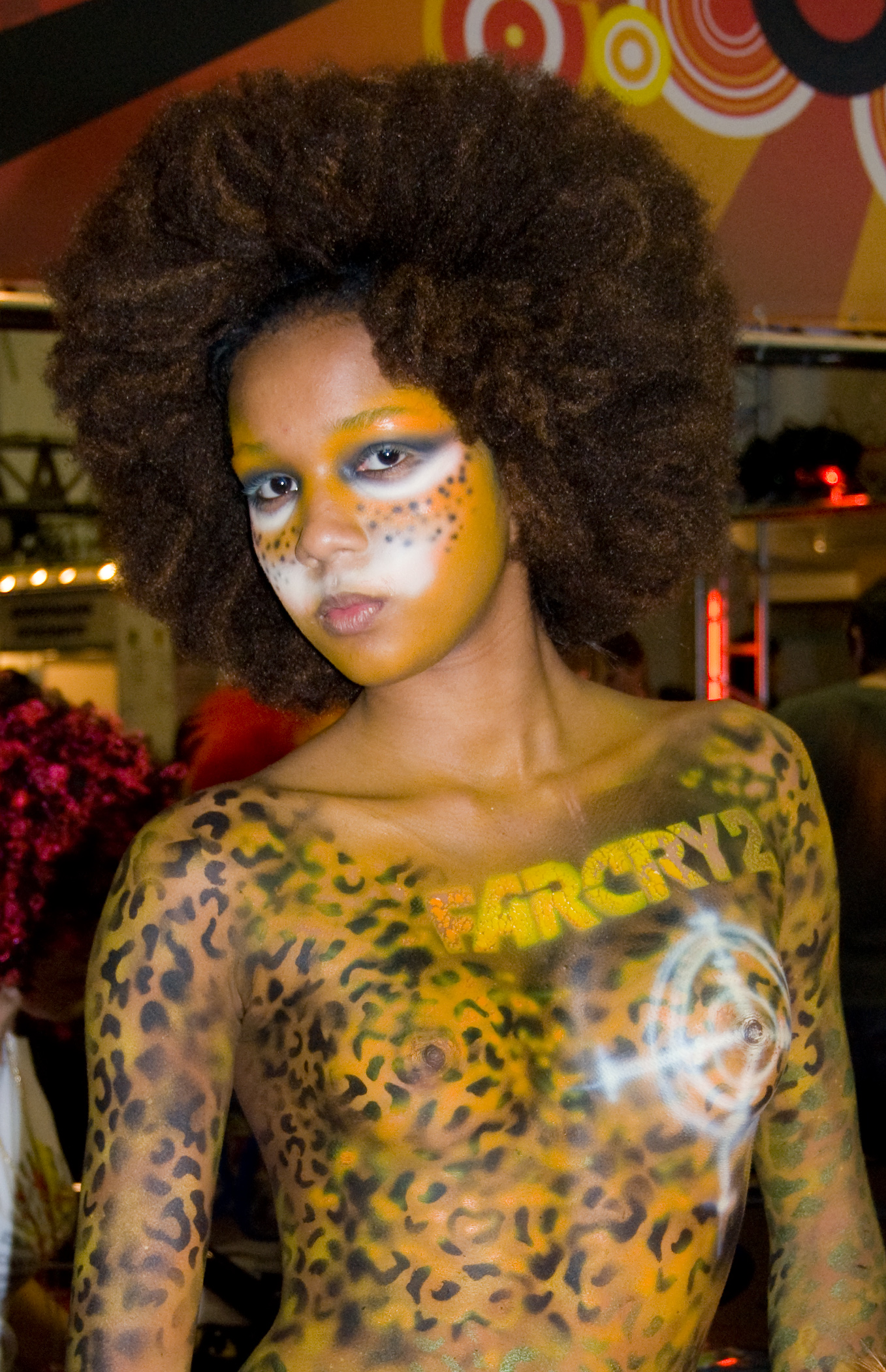
Animatrice du stand Far Cry 2 au salon IgroMir 2008.

Far Cry 2 adopte un gameplay totalement différent du premier opus : plus question d'enchaîner les missions les unes à la suite des autres : c'est le joueur qui décide des missions qu'il souhaite accomplir. Pour cela, il doit se rendre auprès de l'une des deux factions rivales qui lui confiera des objectifs à réaliser. Ses partenaires dans le jeu lui demanderont aussi de leur rendre des services qu'il pourra ou non accepter de réaliser. Enfin, de nombreuses missions annexes complètent la progression : assassinats, destructions de convois, etc. Ces missions supplémentaires donnent accès à de nouvelles armes, aident à réaliser les objectifs principaux ou permettent de gagner des diamants.
Les missions proposent un gameplay varié, selon les choix du joueur. Des intempéries apparaissent soudainement, tels une pluie dense, des bourrasques et des vents violents qui peuvent casser les branches d'arbres, obligeant le joueur à modifier son approche. Le feu, que l'on peut allumer à tout moment, offre des possibilités de jeu inédites, de même que la présence d'un cycle jour-nuit qui permet d'aborder les missions selon la convenance du joueur (sniper en plein jour ou opération plus discrète la nuit avec des armes silencieuses, par exemple).
Le joueur évolue sur une carte représentant une surface réelle de 50 km2, mais qui n'est complètement accessible qu'après avoir terminé plus de 50 % du jeu. Il accomplit ses missions grâce à divers véhicules. La carte propose différents environnements (savane, jungle, désert) reproduisant avec un réalisme correct les paysages que l'on pourrait rencontrer en Afrique de l'Est. Une carte et un GPS permettent au joueur de se repérer dans cet environnement qui est cependant assez dénué de vie : il n'y a pas de population civile et assez peu d'animaux  : poules, chèvres, buffles, gnous, zèbres et gazelles uniquement (pas de monstres ou d'aliens comme dans Far Cry ou Crysis, le scénario se veut plus réaliste). Les animaux ne sont pas dangereux, sauf en cas de collision avec le véhicule du joueur.
Les ennemis sont agressifs et tentent de contourner le joueur. Il a cependant été constaté de nombreuses lacunes au niveau de leur intelligence artificielle, parfois particulièrement criantes.

#### Personnage
Le joueur est atteint de la malaria et doit donc régulièrement prendre des médicaments pour ne pas mourir. Pour s'en procurer, il doit accomplir des missions annexes auprès d'un homme d'église ou de cellules de résistance.
Le personnage que contrôle le joueur est muet, on ignore donc ses émotions et ses ressentis vis-à-vis de l'aventure (chose qui sera néanmoins développée dans Far Cry 3), les dialogues des personnages et le scénario ont donc dû être adaptés pour contourner cet inconvénient.
Un(e) partenaire peut venir à la rescousse en cas de mort du personnage, pour lui sauver la vie. Il est possible également de choisir de soigner ou laisser mourir ce(tte) partenaire. En fonction des actions du joueur, un système de 'réputation' gratifie des points, influant sur le comportement des personnages rencontrés.

#### Armes
Environ 30 armes variées, de la machette au fusil à pompe (Ithaca 37) en passant par les pistolets mitrailleurs (Uzi 9 mm, MP5...), les mitrailleuses légères (M249W), (Mitrailleuse Kalachnikov), les fusils d'assauts (AK-47, HK G3, M16...), les fusils à lunette (AS50, SVD Dragunov, Springfield M1903), les pistolets (Desert Eagle, Makarov PM, M1911...), les fusils automatiques (fusil SPAS 12), le lance-flammes et les lance-roquettes (RPG-7), le lance-grenades.
Ces armes peuvent se dégrader et s'enrayer au cours du temps (déjà vu dans S.T.A.L.K.E.R.). C'est particulièrement le cas des armes ramassées sur les ennemis tués. Seuls sept AK-47 en or dissimulés sur la carte ont la faculté de ne pas s'enrayer.
La monnaie locale n'ayant plus de valeur, les armes seront payées en diamants bruts. Ceux-ci serviront à acheter des armes auprès des marchands locaux, à les améliorer... Pour avoir accès à de nouvelles armes, il faudra effectuer des missions pour le compte des marchands d'armes.

#### Environnement destructible
L'environnement est partiellement destructible : certains bâtiments ne peuvent pas être détruits entièrement ; les véhicules, les maisons en bois, les branches des arbres peuvent l'être. Les arbres, les plantes peuvent se briser et tomber sous l'impact des balles ou des véhicules. Il est possible de mettre le feu à des zones du jeu, notamment à la brousse. Le vent dirige et propage les incendies.

#### Interface
Très peu d'informations sont données à l'écran pendant le jeu, pour plus de réalisme : la barre de vie en bas à gauche, qui n'apparaît que lors des combats, le type d'armes et le nombre de munitions dans le coin inférieur droit.

#### Planques
Plusieurs « planques » (cabanes isolées), qu'il faudra débloquer, serviront de bases arrière pour préparer les missions et y dormir si souhaité, ce qui aura pour effet de faire s'écouler le temps et permettre une attaque nocturne, par exemple.  Dans ces planques se trouvent aussi 3 coffres (un par type d'arme) que le joueur devra payer pour pouvoir y stocker une arme de rechange accessible à partir de toutes les autres planques.

#### Véhicules
Il y a une dizaine de véhicules : des Jeep comme la Wrangler ou la Liberty, des berlines, camionnettes, bateaux de pêche, hydroglisseurs, buggys, 4x4... jusqu'au deltaplane. Assez singulièrement, la marque Jeep est licenciée, d'où le logo sur ses véhicules.
Les trajets en voiture sont ponctués par l'arrivée de voitures des deux factions qui ouvrent le feu sur le joueur. Celui-ci devra aussi franchir les barrages mis en place sur les routes. Ces déplacements rendent le jeu quelque peu répétitif et « lourd ».

### Multijoueur
Le mode multijoueur permet à seize joueurs de s'affronter via Internet dans quatre modes de jeu différents : capture de diamants (similaire à un "capture the flag"), match à mort en solo ou en équipe et un mode nommé "Uprising" (Soulèvement). Le jeu en réseau local est également possible, mais pas en écran partagé, le tout sur une dizaine de cartes reprenant les environnements de la campagne solo. Le système intègre un système de classe que l'on débloque au fil de sa progression.

## Moteur 3D
Développé par l'équipe d'Ubisoft à Montréal, le jeu utilise un nouveau moteur graphique : le Dunia Engine. Compatible avec DirectX 9 et 10, il sait tirer parti des processeurs multi-cœurs, il utilise également le rendu  HDR. 
Le jeu gère également les éclairages indirects, la gestion de la météo en temps réel; le cycle jour/nuit, également en temps réel.
Un des effets les plus spectaculaires gérés par le moteur est la propagation du feu en temps réel dans la brousse.
Le jeu intègre également la technologie du moteur Havok pour la gestion de la physique.
Le moteur 3D peut également piloter des systèmes ambiosoniques : amBX de (Philips) site web amBX, renforçant ainsi l'aspect immersif du jeu par des éclairages dynamiques de la pièce, en fonction de la scène affichée dans le jeu, des sensations physiques (vent) et des vibrations (repose-poignet vibrant)...
Le moteur Dunia est également beaucoup moins gourmand que son concurrent : le CryEngine 2, utilisé par Crytek pour le jeu Crysis[réf. nécessaire].

## Accueil

### Critiques
Tout en saluant son caractère novateur en termes de possibilités de jeu et d'environnement, en louant la beauté et le réalisme rendu par son nouveau moteur, et en reconnaissant les efforts réalisés par le studio d'Ubisoft Montréal pour renouveler sa franchise, les principaux critiques de jeux vidéo, suivis par une majorité de joueurs, ont reproché l'aspect répétitif du titre, notamment à cause des trajets en véhicules rendus très longs par la taille de l'aire de jeu et la réapparition systématique des ennemis après le passage du personnage,,,.
La présence du logiciel SecuROM entraîna immanquablement un certain mécontentement de la part des joueurs. En effet, le jeu est limité à cinq installations sur trois machines différentes, mais Ubisoft a assuré que le support serait toujours disponible.

### Ventes
Malgré des critiques assez mitigées, Far Cry 2 s'est aisément vendu à plus d'un million d'exemplaires, moins d'un mois après sa mise sur le marché.